# Совмее-Сара (шагрестан)
Совмее-Сара (перс. صومعه سرا) — шагрестан в Ірані, в остані Ґілян. За даними перепису 2006 року, його населення становило 129629 осіб, які проживали у складі 35636 сімей.

## Бахші
До складу шагрестану входять такі бахші: 
- Мірза-Кучек-Джанґлі
- Тулем
- Центральний